# Ana Maria Apachiței
Ana Maria Apachiței (Dorohoi, 14 de enero de 1984) es una deportista rumana que compitió en remo.
Ganó dos medallas de plata en el Campeonato Mundial de Remo, en los años 2005 y 2007, y dos medallas de oro en el Campeonato Europeo de Remo, en los años 2007 y 2008.

## Palmarés internacional
| Campeonato Mundial | Campeonato Mundial | Campeonato Mundial | Campeonato Mundial |
| Año                | Lugar              | Medalla            | Prueba             |
| ------------------ | ------------------ | ------------------ | ------------------ |
| 2005               | Kaizu (Japón)      | Medalla de plata   | Ocho con timonel   |
| 2007               | Múnich (Alemania)  | Medalla de plata   | Ocho con timonel   |
| Campeonato Europeo |                    |                    |                    |
| Año                | Lugar              | Medalla            | Prueba             |
| 2007               | Poznań (Polonia)   | Medalla de oro     | Ocho con timonel   |
| 2008               | Maratón (Grecia)   | Medalla de oro     | Ocho con timonel   |